# Western Charlotte
Western Charlotte est un village du comté de Charlotte, au sud-ouest de la province canadienne du Nouveau-Brunswick. Le village a le statut de DSL. Dans le cadre de la réforme de la gouvernance locale du 1er janvier 2023, le territoire du DSL a été réparti entre la ville de Saint-Stephen et le district rural du Sud-Ouest.

## Géographie

### Situation
Western Charlotte se trouve à l'extrémité sud-ouest du comté de Charlotte, à 127 kilomètres de route au sud-ouest de Fredericton et à 130 km de route à l'ouest de Saint-Jean. Le fleuve Sainte-Croix coule à l'ouest.
Western Charlotte est limitrophe de la paroisse de Saint-James au nord, de Dennis-Weston à l'est, de Saint-Stephen au sud et de la paroisse de Saint-Stephen au sud-est. De plus, la ville de Baileyville se trouve au-delà du fleuve, du côté américain. Outre Saint-Stephen, les villes les plus proches sont Saint-Andrews, à 49 km au sud-est, et Saint-George, à 59 km à l'est.

### Hameaux et lieux-dits
La paroisse comprend les hameaux de Barter Settlement, Basswood Ridge, Gleason Road, Lower Little Ridge, Pomeroy Ridge, Scotch Ridge et Upper Little Ridge.

## Histoire
Scotch Settlement est fondé en 1803. Basswood Ridge est fondé à la suite de l'expansion de Scotch Settlement.

## Économie
Entreprise Charlotte, membre du Réseau Entreprise, a la responsabilité du développement économique.

## Administration

### Comité consultatif
En tant que district de services locaux, Western Charlotte est administré directement par le Ministère des Gouvernements locaux du Nouveau-Brunswick, secondé par un comité consultatif élu composé de cinq membres dont un président. Il n'y a actuellement aucun comité consultatif.

### Commission de services régionaux
Western Charlotte fait partie de la Région 10, une commission de services régionaux (CSR) devant commencer officiellement ses activités le 1er janvier 2013. Contrairement aux municipalités, les DSL sont représentés au conseil par un nombre de représentants proportionnel à leur population et leur assiette fiscale. Ces représentants sont élus par les présidents des DSL mais sont nommés par le gouvernement s'il n'y a pas assez de présidents en fonction. Les services obligatoirement offerts par les CSR sont l'aménagement régional, l'aménagement local dans le cas des DSL, la gestion des déchets solides, la planification des mesures d'urgence ainsi que la collaboration en matière de services de police, la planification et le partage des coûts des infrastructures régionales de sport, de loisirs et de culture; d'autres services pourraient s'ajouter à cette liste.

### Représentation et tendances politiques
Nouveau-Brunswick: Western Charlotte fait partie de la circonscription provinciale de Charlotte-Campobello, qui est représentée à l'Assemblée législative du Nouveau-Brunswick par Curtis Malloch, du Parti progressiste-conservateur. Il fut élu en 2010.
 Canada: Western Charlotte fait partie de la circonscription électorale fédérale de Nouveau-Brunswick-Sud-Ouest, qui est représentée à la Chambre des communes du Canada par Gregory Francis Thompson, ministre des Anciens Combattants et membre du Parti conservateur. Il fut élu lors de la 40e élection fédérale, en 1988, défait en 1993 puis réélu à chaque fois depuis 1997.

## Vivre dans Western Charlotte
Il n'y a aucune école francophone dans le comté, les plus proches étant à Saint-Jean ou Fredericton. Les établissements d'enseignement supérieurs les plus proches sont quant à eux situés dans le Grand Moncton.
Mayfield possède une caserne de pompiers. Le bureau de poste et le détachement de la Gendarmerie royale du Canada les plus proches sont à Saint-Stephen.
Les anglophones bénéficient du quotidien Telegraph-Journal, publié à Saint-Jean, et de l'hebdomadaire Saint Croix Courier, publié à Saint-Stephen. Les francophones ont accès par abonnement au quotidien L'Acadie nouvelle, publié à Caraquet, ainsi qu'à l'hebdomadaire L'Étoile, de Dieppe.